# Кам'яна квітка (фільм)
«Кам'яна квітка» (інша назва «Уральська розповідь») — радянський фільм-казка 1946 року режисера Олександра Птушка. Екранізація уральських оповіданнь Павла Бажова. Перший повнометражний радянський фільм, знятий на багатошаровій кольоровій плівці.

## Сюжет
Дідусь Слишко розповідає стару-стару казку про дивовижного різьбяра по каменю. Ще в дитинстві Данило-майстер навчився таємниць майстерної обробки каменю. Кожна його робота викликала загальне захоплення, у тому числі і його нареченої Катеньки. Але Данило не задоволений, він хоче досягти досконалості. Господиня Мідної гори зве майстра до себе в підземне царство, щоб він створив кам'яну квітку, який не буде відрізняється від справжньої. Вона вважає, що її краса, незліченні багатства і можливість досягнення вищої майстерності змусять Данила забути про світ людей і вічно перебувати у її влади. Господині не вдається підкорити серце майстра і вона відпускає його наверх, де Катенька марно намагається знайти коханого. З собою Данило забирає знайдену ним таємницю каменю.

## У ролях
- Володимир Дружников —  Данило-майстер
- Тамара Макарова —  Господиня Мідної гори
- Михайло Трояновський —  Прокопич
- Катерина Деревщикова —  Катенька
- Олексій Кельберер —  дідусь Слишко
- Михайло Яншин —  Север'ян Кондратьїч, прикажчик
- Микола Темяков —  пан
- Анна Пєтухова —  пані
- Микола Орлов —  старий муляр
- Лідія Дейкун-Благонравова —  Вихориха
- Серафим Зайцев —  Юхимко
- Віталій Кравченко —  Данило в дитинстві
- Олександра Сальникова —  епізод  (немає в титрах)
- Степан Каюков —  торговець  (немає в титрах)

## Знімальна група
- Автор сценарію: Павло Бажов, Йосип Келлер
- Режисер: Олександр Птушко
- Оператор: Федір Проворов
- Художники: Михайло Богданов, Геннадій Мясников
- Композитор: Лев Шварц
- Звукооператор: Борис Вольський, Е. Форманек
- Другий режисер: А. Слободник
- Художник по костюмах: Ольга Кручиніна
- Директор картини: Г. Кузнецов